# Fanga (Mali)
Fanga est une localité et une commune malienne, située dans le pays de la Guidimés, de l'arrondissement central de Yélimané dans le cercle de Yélimané, dans la région de Kayes.

## Villages
La commune s'étend sur 4 localités relevées lors du recensement général de 2009. 
Les villages les plus peuplés sont :
- Fanga (4 417 habitants) ;
- Tango (2 186 habitants) ;

En 2023, la loi 2023-007 attribue à la commune 4 villages, fractions ou quartiers.
- Fanga
- Diarika
- Djenguéré
- Tango